# John the Revelator/Lilian
«John the Revelator / Lilian» (en español, Juan el revelador)  es el cuadragésimo cuarto disco sencillo del grupo inglés de música electrónica Depeche Mode, el cuarto desprendido de su álbum Playing the Angel de 2005, publicado en 2006 solo en Europa.
"John the Revelator" fue editado por varios segundos para el sencillo,  mientras "Lilian" fue un poco remezclado y la introducción fue acortada. Fue el primer sencillo doble de DM después de Blasphemous Rumours/Somebody de 1984.
Aunque la edición estándar aparece como John the Revelator/Lilian, hubo algunas pocas ediciones solo como John the Revelator.

## Descripción

### John the Revelator
John the Revelator es la segunda canción del álbum Playing the Angel, y al igual que la abridora A Pain That I'm Used to es una función meramente industrial, sin embargo John the Revelator es mucho más rítmica, consiguiendo un curioso híbrido de industrial bailable. Comienza con un acompasado efecto electrónico para convertirse por un momento en una especie de función robótica y cae de inmediato en una base melódica industrial pulsante efecto de la guitarra de Martin Gore trastocada por el sintetizador, con la voz de David Gahan en tono alto cantando una alegórica letra basada en el personaje histórico de Inglaterra, y los curiosos estribillos de “Siete mentiras, Multiplicadas por siete, Multiplicadas por siete otra vez” cantados a dueto con Gore. La única sección en donde decae la gravedad de la melodía se hace un breve pero fuerte juego electrónico industrial, para pasar a una coda con jadeos de Gahan, mientras Martin Gore y Andrew Fletcher cantan a coro “John the Revelator”.
En éste, a diferencia de los otros temas del álbum, las cuerdas quedan casi completamente disueltas por el trastoque electrónico, igual que el propio efecto de percusión, lo cual lo vuelve uno de los más duros de toda la colección.

### Lilian
Lilian es un tema bastante endeudado con los juveniles años pop de Depeche Mode. Hecha solamente con antiguos sintetizadores análogos, la canción bien podría haber estado incluida en cualquier álbum o sencillo de 1981, 1983 o 1985, del mismo modo que la letra no presenta mayor complicación que estar dedicada al amor por una chica, la novia de Martin Gore. La lírica de la canción, está compuesta por numerosas muestras de dolor y sufrimiento a causa del desamor de una chica "Lilian", evocando la tristeza por haber sido defraudado o simplemente haber sido lastimado en la búsqueda del amor verdadero. "El dolor y la miseria siempre dejan una marca... Sabiendo que no puedes perder lo que no tienes", repite Gahan con un tono desconsolado y fuerte, dejando claro que el sufrimiento siempre deja huellas difiles de borrar.

## Formatos

### En CD y DVD
| Mute CDBONG38 John the Revelator - Lilian |                                         |          |  |
| N.º                                       | Título                                  | Duración |  |
| 1.                                        | «John the Revelator» (versión sencillo) | 3:14     |  |
| 2.                                        | «Lilian» (versión sencillo)             | 3:34     |  |

| Mute LCDBONG38 John the Revelator |                                                                 |          |  |
| N.º                               | Título                                                          | Duración |  |
| 1.                                | «John the Revelator» ('Dave is in the Disco' Tiefschwarz Remix) | 7:54     |  |
| 2.                                | «John the Revelator» (Murk Mode Remix)                          | 7:16     |  |
| 3.                                | «John the Revelator» (UNKLE Re Construction)                    | 5:02     |  |
| 4.                                | «John the Revelator» (Boosta Club Remix)                        | 4:50     |  |
| 5.                                | «John the Revelator» (Tiefschwarz Dub)                          | 8:13     |  |

| Mute RCDBong38 John the Revelator - Lilian |                                                          |          |  |
| N.º                                        | Título                                                   | Duración |  |
| 1.                                         | «John the Revelator» (versión sencillo)                  | 3:14     |  |
| 2.                                         | «Lilian» (versión sencillo)                              | 3:34     |  |
| 3.                                         | «John the Revelator» (Tiefschwarz Edit)                  | 3:53     |  |
| 4.                                         | «John the Revelator» (UNKLE Edit)                        | 3:15     |  |
| 5.                                         | «John the Revelator» (Bill Hamel's Audio Magnetics Edit) | 4:42     |  |
| 6.                                         | «John the Revelator» (Boosta Edit)                       | 3:54     |  |

| Mute PCDBong38 John the Revelator - Lilian |                                                                 |          |  |
| N.º                                        | Título                                                          | Duración |  |
| 1.                                         | «John the Revelator» ('Dave is in the Disco' Tiefschwarz Remix) | 7:54     |  |
| 2.                                         | «John the Revelator» (Tiefschwarz Dub)                          | 8:13     |  |
| 3.                                         | «John the Revelator» (Murk Mode Remix)                          | 7:16     |  |
| 4.                                         | «John the Revelator» (Murk Mode Dub)                            | 8:35     |  |
| 5.                                         | «John the Revelator» (Boosta Club Remix)                        | 4:50     |  |
| 6.                                         | «John the Revelator» (UNKLE Re Construction)                    | 5:02     |  |
| 7.                                         | «Lilian» (Chab Vocal Remix)                                     | 9:04     |  |
| 8.                                         | «Lilian» (Chab Dub)                                             | 7:08     |  |
| 9.                                         | «Lilian» (Pantha Du Prince Neues Holz Remix)                    | 6:33     |  |
| 10.                                        | «Lilian» (Pantha Du Prince Raboisen Ecke Burstah Remix)         | 6:48     |  |
| 11.                                        | «Lilian» (Robag Wruhme Krazy Fückking Dub)                      | 6:04     |  |

| Promocional Sire/Reprise PRO-CDR-101841 John the Revelator |                                                                 |          |  |
| N.º                                                        | Título                                                          | Duración |  |
| 1.                                                         | «John the Revelator» (Murk Mode Remix)                          | 7:13     |  |
| 2.                                                         | «John the Revelator» ('Dave is in the Disco' Tiefschwarz Remix) | 7:49     |  |
| 3.                                                         | «John the Revelator» (Tiefschwarz Dub)                          | 8:12     |  |
| 4.                                                         | «John the Revelator» (UNKLE Re Construction)                    | 4:59     |  |
| 5.                                                         | «John the Revelator» (Boosta Club Remix)                        | 4:47     |  |
| 6.                                                         | «Lilian» (Chab Vocal Remix)                                     | 9:03     |  |

| Mute DVDBONG38 John the Revelator - Lilian |                                           |          |  |
| N.º                                        | Título                                    | Duración |  |
| 1.                                         | «John the Revelator» (video en vivo)      | 3:42     |  |
| 2.                                         | «Nothing's Impossible» (versión acústica) | 4:03     |  |
| 3.                                         | «Lilian» (Chab Vocal Remix)               | 9:07     |  |

### En disco de vinilo
7 pulgadas Mute Bong38  John the Revelator - Lilian
| Lado A |                                  |          |  |
| N.º    | Título                           | Duración |  |
| 1.     | «John the Revelator» (UNKLE Dub) | 5:40     |  |

| Lado B |                                           |          |  |
| N.º    | Título                                    | Duración |  |
| 1.     | «Lilian» (Robag Wruhme Slomoschen Kikker) | 3:39     |  |

12 pulgadas Mute L12BONG38  John the Revelator - Lilian
| Lado A |                                      |          |  |
| N.º    | Título                               | Duración |  |
| 1.     | «John the Revelator» (Murk Mode Dub) | 8:32     |  |

| Lado AA |                                          |          |  |
| N.º     | Título                                   | Duración |  |
| 1.      | «John the Revelator» (Boosta Club Remix) | 4:47     |  |
| 2.      | «Lilian» (Chab Vocal Remix)              | 9:03     |  |

12 pulgadas Mute P12Bong38  John the Revelator - Lilian
| Lado A |                                                                |          |  |
| N.º    | Título                                                         | Duración |  |
| 1.     | «John the Revelator» ('Dave Is In The Disco Tiefschwarz Remix) | 7:49     |  |

| Lado B |                                        |          |  |
| N.º    | Título                                 | Duración |  |
| 1.     | «John the Revelator» (Tiefschwarz Dub) | 8:12     |  |
| 2.     | «Lilian» (Chab Dub)                    | 7:08     |  |

### Digital
| Mute John the Revelator |                                                                 |          |  |
| N.º                     | Título                                                          | Duración |  |
| 1.                      | «John the Revelator» (en vivo en Milán)                         | 3:36     |  |
| 2.                      | «Nothings Impossible» (Bill Hamel's Audio Magnetics Club Remix) | 7:49     |  |
| 3.                      | «John the Revelator» (Bill Hamel's Audio Magnetics Dub)         | 7:50     |  |
| 4.                      | «John the Revelator» (Bill Hamel's Audio Magnetics Edit)        | 4:44     |  |
| 5.                      | «John the Revelator» (Boosta Edit)                              | 3:56     |  |
| 6.                      | «John the Revelator» (James T. Cotton Dub)                      | 6:04     |  |
| 7.                      | «John the Revelator» (Murk Miami Mix)                           | 9:19     |  |
| 8.                      | «John the Revelator» (Murk Mode Remix Edit)                     | 8:34     |  |
| 9.                      | «John the Revelator» (Tiefschwarz Edit)                         | 3:57     |  |
| 10.                     | «John the Revelator» (UNKLE Dub)                                | 5:49     |  |
| 11.                     | «John the Revelator» (UNKLE Edit)                               | 3:19     |  |
| 12.                     | «John the Revelator» (UNKLE Instrumental)                       | 5:02     |  |

| Sire/Reprise John the Revelator - Lilian |                                                                 |          |  |
| N.º                                      | Título                                                          | Duración |  |
| 1.                                       | «John the Revelator» ('Dave is in the Disco' Tiefschwarz Remix) | 7:51     |  |
| 2.                                       | «John the Revelator» (Murk Mode Remix)                          | 7:14     |  |
| 3.                                       | «John the Revelator» (UNKLE Re Construction)                    | 5:01     |  |
| 4.                                       | «John the Revelator» (Boosta Club Remix)                        | 4:47     |  |
| 5.                                       | «John the Revelator» (Tiefschwarz Dub)                          | 8:14     |  |
| 6.                                       | «Lilian» (Chab Vocal Remix)                                     | 9:06     |  |

| Sire/Reprise John the Revelator - Lilian |                                           |          |  |
| N.º                                      | Título                                    | Duración |  |
| 1.                                       | «John the Revelator» (versión sencillo)   | 3:17     |  |
| 2.                                       | «John the Revelator» (Tiefschwarz Edit)   | 3:55     |  |
| 3.                                       | «John the Revelator» (Murk Mode Mix Edit) | 3:53     |  |
| 4.                                       | «John the Revelator» (UNKLE Edit)         | 3:17     |  |
| 5.                                       | «John the Revelator» (Boosta Edit)        | 3:56     |  |
| 6.                                       | «Lilian» (Chab Vocal Edit)                | 4:34     |  |

## Vídeo promocional
El video de "John the Revelator" fue dirigido por Blue Leach, pero en realidad es una versión en directo tomada de un concierto en Milán, Italia, de la gira Touring the Angel, concierto grabado y publicado en DVD y CD con el título de Touring the Angel: Live in Milan.
El vídeo de "John the Revelator'" esencialmente es el mismo que aparece en el concierto en DVD, pero la edición es distinta pues está retocado con un poco de composición digital poniéndole a Martin Gore alas y dibujando largos contornos a los movimientos de Dave Gahan, además de que la pista musical no es la de la interpretación aquella noche en directo, sino la del sencillo.
Lo más curioso es ver a la peculiar criatura de la portada del álbum, y también del sencillo, llamada Tubby Goth por la propia banda, interactuando con ellos en el concierto como una especie de fantasma travieso, con lo cual, de alguna manera, hicieron de éste el tema epónimo del disco.
El video se incluye en la edición en DVD de "John the Revelator/Lilian" y en Video Singles Collection de 2016.
"Lilian" no tuvo vídeo promocional.

## En directo
"John the Revelator" igual que en el propio álbum fue el segundo tema interpretado en conciertos de la gira Touring the Angel, después de "A Pain That I'm Used To", y siempre consistente, con lo cual las presentaciones tenían un inicio bastante industrial y duro. Después se retomó como tema rotativo en la primera parte de la gira Delta Machine Tour. Posteriormente, el tema reapareció durante todas las fechas del Memento Mori World Tour.
En vivo, la canción se interpreta básicamente igual que en el álbum, aunque la guitarra de Martin Gore adquiere algo más de protagonismo y se vuelve una función aún más industrial.
"Lilian" no ha sido interpretada en el escenario por DM.

## Miscelánea
- John the Revelator de Depeche Mode se utilizó en la película Man of the Year con Robin Williams como música de fondo cuando el partido de Eleanor se enfrenta al presidente Delacroy sobre el fallo, durante el programa electoral.

## Lista de posiciones
| Listas (2006)                    | Posiciones |
| -------------------------------- | ---------- |
| Danish Singles Chart             | 1          |
| Finnish Singles Chart            | 16         |
| German Singles Chart             | 16         |
| Italian Singles Chart            | 16         |
| Spanish Singles Chart            | 2          |
| Swedish Singles Chart            | 19         |
| Swiss Singles Chart              | 70         |
| UK Singles Chart                 | 18         |
| US Billboard Hot Dance Club Play | 38         |